# 디오구 달로
조제 디오구 달로 테이셰이라(포르투갈어: José Diogo Dalot Teixeira 디오구 달로트[*], 포르투갈어 발음: [diˈoɣu ðɐˈlo]; 1999년 3월 18일~)는 포르투갈의 축구 선수로 맨체스터 유나이티드 FC에서 오른쪽 풀백과 왼쪽 풀백으로 뛰고 있다.

## 클럽 경력
2017년 1월 포르투 B에서 프로 경력을 시작해 2017년 10월 13일 포르투와 루지타누 G.C.의 타사 드 포르투갈 3라운드에서 왼쪽 풀백으로 출전하며 FC 포르투 1군 데뷔전을 가졌다. 포르투에서 8경기를 뛴 후 달로는 2018년 6월 2200만 유로의 이적료로 맨체스터 유나이티드에 합류했다. 달로는 2020년 10월부터 2021년 6월까지 이탈리아 세리에 A의 AC 밀란으로 1시즌 임대를 갔다왔다.
2023년 5월 31일, 달로는 맨체스터 유나이티드와의 계약을 2028년 6월 30일까지 연장했다. 새로운 계약에는 추가로 계약 기간을 연장할 수 있는 옵션이 들어있다.

## 맨체스터 유나이티드
- EFL컵 : 2022-23
- FA컵 : 2023-24